# エアバスA320neo
エアバスA320neo
IndiGoのA320neo
- 用途：旅客機
- 分類：ナローボディ機
- 製造者：エアバス
- 運用者

  - 全日本空輸（ANA）
  - ルフトハンザドイツ航空
  - IndiGo
  - ほか
- 初飛行：2014年
- 生産数：1,974機(2024年4月現在)[1]
- 生産開始：2012年-現在
- 運用状況：運用中

エアバスA320neo（New Engine Option、ネオ）は、欧州エアバス社がA320ファミリーの最新シリーズとして、新型エンジンを搭載した単通路の近・中距離向けMoM旅客機である。このシリーズは基本型のA320neo、短胴型のA319neo、長胴型のA321neoがあり、A321neoには航続距離を増やしたLR（Long Range）型もある。従来型と比べて、燃費面で15%の低減、騒音面で50%の低減がされている。エアバスグループの発表によるとA320neoとA321neoは、世界各国の航空会社70社から合計4,500機以上（2016年3月現在）の受注を獲得している。

## 概要
A320neoは、従来型より経済的な運用を計画してエンジンをさらなる高性能エンジンに変更したモデルで、2010年12月に計画がローンチされ、2014年9月に初飛行、2016年1月に商業飛行を始めた。従来のエンジンを搭載するモデルはneo（新エンジンのオプション）と区別するため新たにceo（Current Engine Option、セオ、現行エンジンのオプション）の名称が付加された。
neoで使用されるエンジンは、CFMインターナショナル社（米国GE・アビエーションとフランススネクマの合弁事業）のLEAP-1Aエンジン、または米国プラット・アンド・ホイットニー（P&W）社のPW1100G-JM エンジンで、航空会社はどちらかを選択できる。なおPW1100G-JMのJは日本のJAEC（日本航空機エンジン協会）、MはドイツのMTU Aero Engines AGを意味し、3社で2011年9月に共同事業覚書に調印し、国際共同開発した（JAECは23％のシェアでファン、低圧圧縮機、低圧シャフトおよび燃焼器の一部を、MTU社は18％のシェアで低圧タービンと高圧圧縮機の一部を、P&W社はそれ以外の部位をそれぞれ担当）。またLEAP-1Aでは炭化珪素繊維である日本カーボン製の「ニカロン」が採用されている。
長胴型A321および短胴型A319についても「新型エンジン搭載によるneo化新造機の量産」が行われる事になっていて、特に2014年頃から最も受注数が伸びているA321neoには燃料搭載量を増やし航続距離を4,000海里（7,400キロ）に増やしたLR（Long Range）型も開発することになっている。エアバスはこのA321LRにより、ボーイング757の「単通路機によるヨーロッパ各地から北アメリカ大陸への大西洋横断直行線」を代替可能だとしている。2019年6月20日、パリ航空ショーにおいてA321neoLRの航続距離をさらに最大4,700海里（約8,700キロ）まで伸ばした「A321XLR」を発表。東京からシドニーを本機材でノンストップ飛行が可能になる。受領は2023年からを予定している。
エアバスでは、従来型エンジン搭載機と新型エンジン搭載機を並行生産するとしており、これは同様のエンジン置き換え計画であるワイドボディ機「A330neo」及び「A330ceo」の事例と同様である。また、中長期的な後継機として『エアバスNSR計画』がある。

## 現在のオペレーター

### 日本国内
2024年5月1日現在。

#### A320neo
- 全日本空輸 - 11機
- Peach Aviation - 16機
- スターフライヤー - 1機

#### A321neo（LR型を含む）
- 全日本空輸 - 22機
- Peach Aviation - 3機
- ジェットスター・ジャパン - 3機

### 日本国外
2022年4月8日現在、◉は格安航空会社
- エア・アラビア◉
- エア・アスタナ
- 中国国際航空
- エア・インディア
- マルタ航空
- ニュージーランド航空
- エアアジア◉
- アラスカ航空
- アメリカン航空
- アルキア・イスラエル航空
- アビアンカ・グループ
- アゾレス航空
- アズールブラジル航空
- バンブー・エアウェイズ
- ブリティッシュ・エアウェイズ
- 北京首都航空◉
- セブパシフィック航空◉
- 中国東方航空
- 中国南方航空
- 西部航空◉
- 重慶航空
- シティリンク◉
- イージージェット◉
- フライナス◉
- フロンティア航空◉
- GoAir◉
- ガルフ・エア
- 北部湾航空
- ハワイアン航空
- 香港エクスプレス航空◉
- イベリア航空
- IndiGo◉
- インテルジェット◉
- ジャジーラ航空◉
- LATAM ブラジル
- LATAM チリ
- 長龍航空
- 祥鵬航空◉
- ルフトハンザドイツ航空
- ノヴエアー
- ペガサス航空◉
- フィリピン航空
- 青島航空
- ロイヤル・ブルネイ航空
- S7航空
- サラム・エア◉
- スカンジナビア航空
- スクート◉
- 深圳航空
- 四川航空
- スカイ航空◉
- スピリット航空◉
- 春秋航空◉
- スリランカ航空
- TAPポルトガル航空
- タイ・エアアジア◉
- 天津航空
- ターキッシュ エアラインズ
- ウズベキスタン航空
- ベトジェットエア◉
- ベトナム航空
- ビスタラ航空
- ビバアエロブス◉
- ボラリス◉
- ブエリング航空◉
- ウィズエアー◉
- チャイナエアライン
- アラスカ航空
- スピリット航空◉
- スマータヴィア◉
- スイスインターナショナルエアラインズ
- タイガーエア台湾◉
- スクート◉
- チュニスエア
- エアアジア・インディア◉
- スターラックス航空
- ノードウィンド航空
- ウラル航空
- エア・アスタナ
- エアブルー◉

## 日本国内における運用

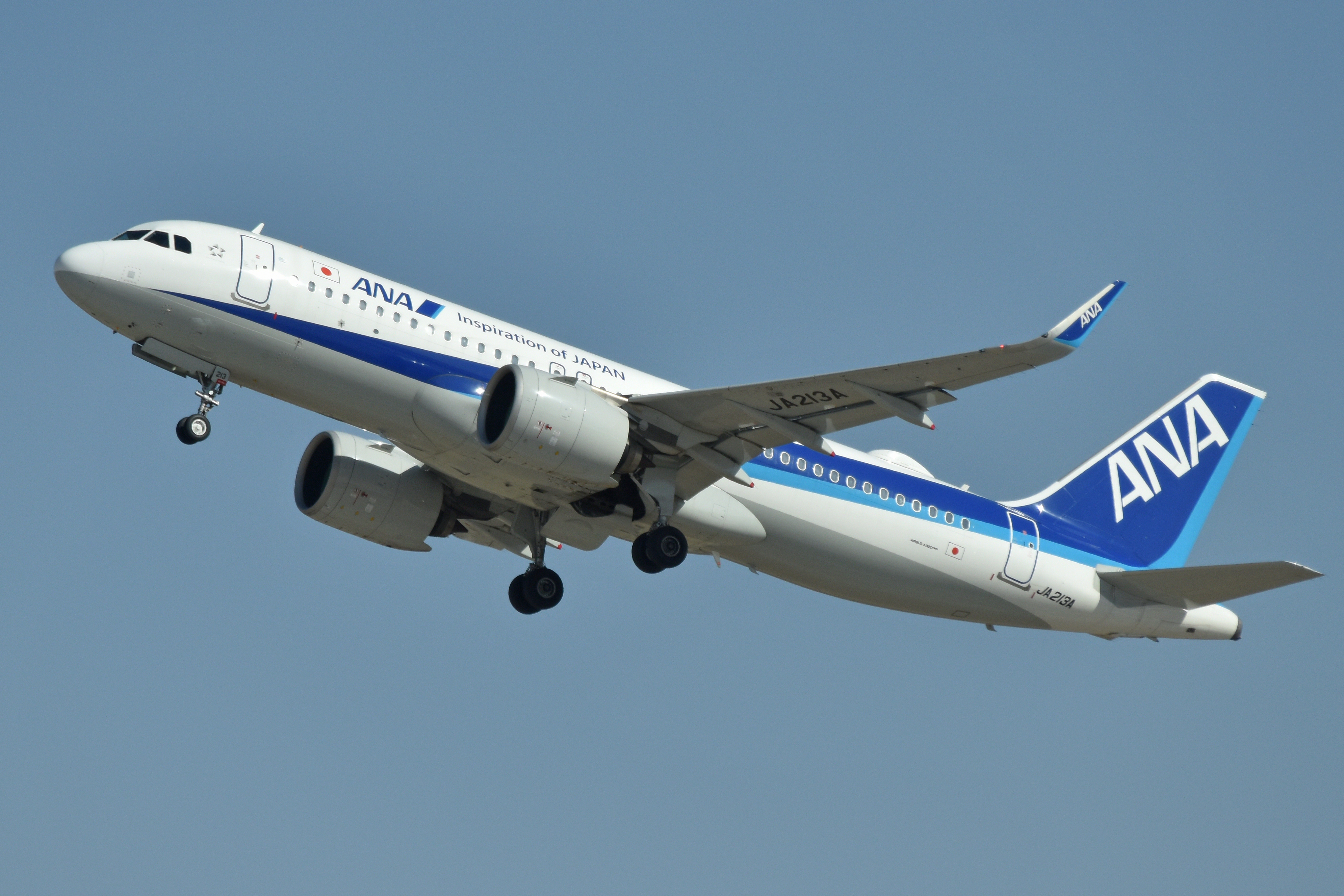
全日本空輸のA320neo

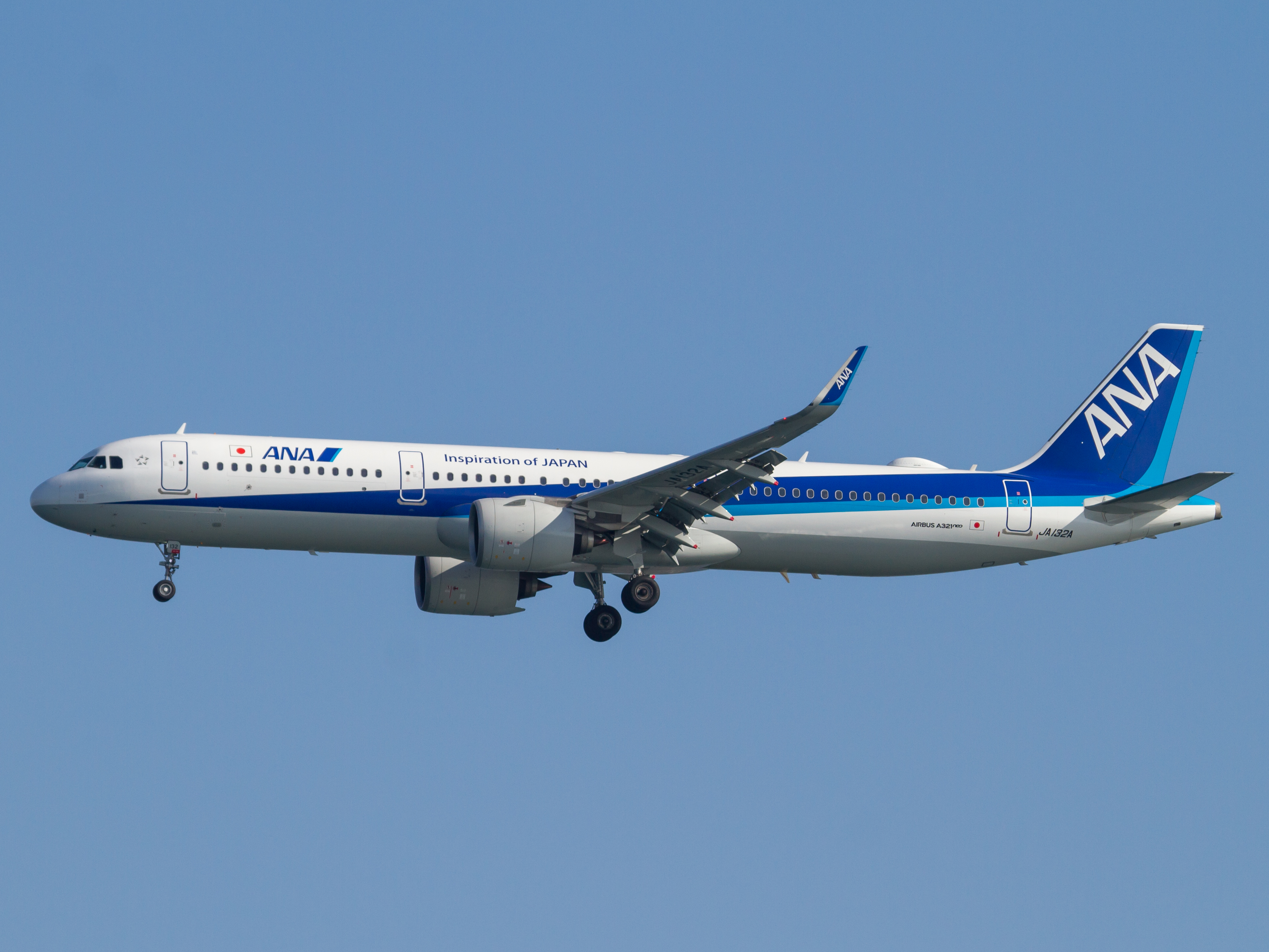
全日本空輸のA321neo

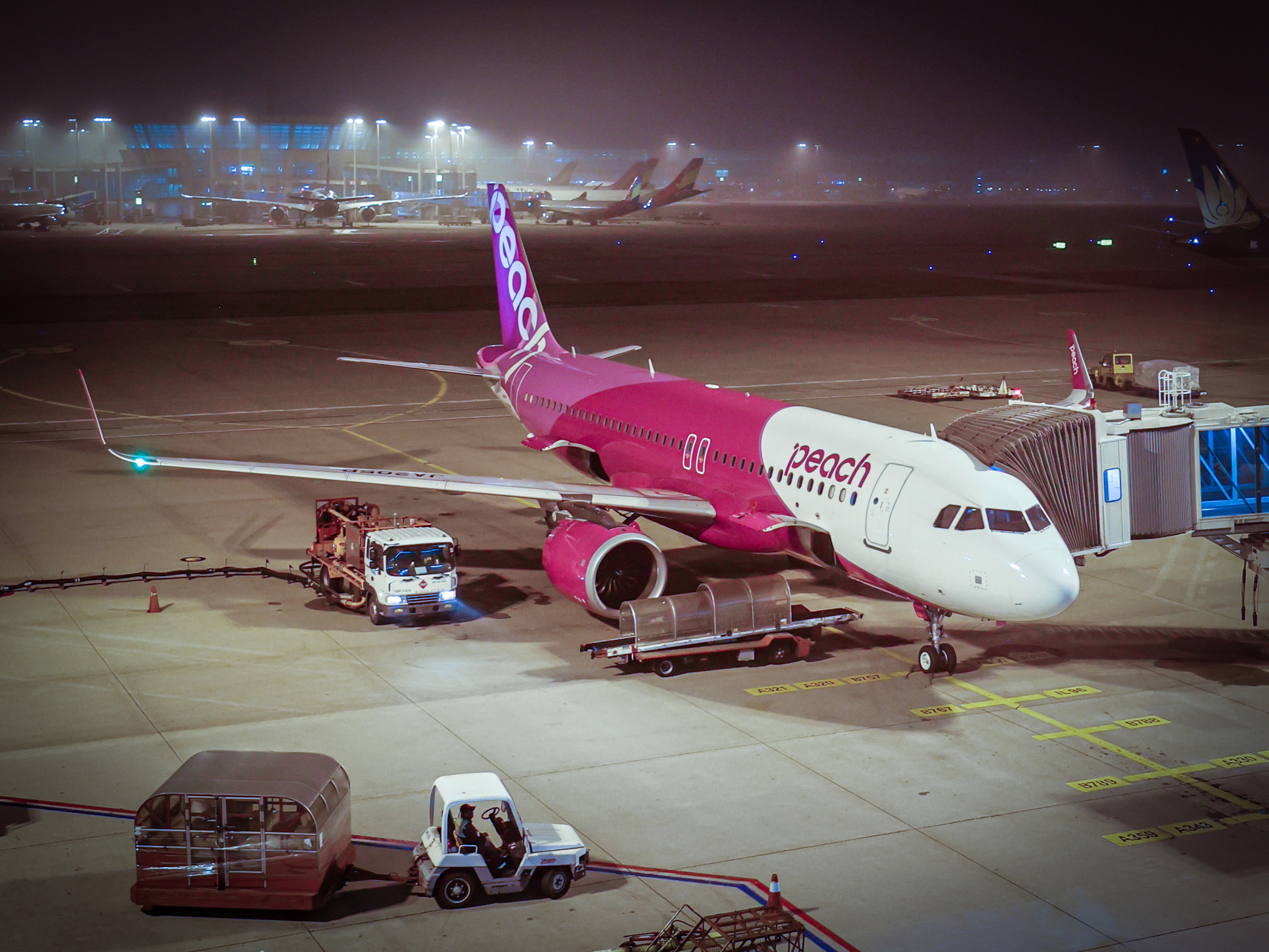
Peach AviationのA320neo

2024年5月時点で、国内では4社がエアバスA320neoシリーズを運航しており、他に1社が確定発注を行っている。

### 全日本空輸（ANA）
日本で初めてA320neoシリーズの運航を行ったのは全日本空輸（ANA）である。
2016年12月15日にA320neoの初号機「JA211A」を受領し、17日には日本へ到着。12月26日に東京/羽田 - 大阪/関西線に就航、翌年の1月23日からは初の近距離国際線として東京/成田 - 上海/浦東線に就航した。
2024年現在、長胴型のA321neoは国内線のみで運用されている。ボーイング737-500型機などの後継機としてボーイング737-800型機とともに地方路線を担っている。標準型のA320neoは国内線・国際線兼用であり、中国大陸路線などの近距離国際線にも投入されている。
座席仕様はA320neoが2クラス146席仕様（C8Y138）、A321neoが2クラス194席仕様（C8Y186）である。
なお、2023年には装備するP&W製のエンジンで点検が必要となったことから、2024年時点ではA321neoを中心に多くのA320neoシリーズ機が点検中であり、減便などの影響が生じている（ただし、2023年時点でA320neoシリーズを運航する国内4社のうちP&W製エンジンを装備していたのはANAのみであり、CFMI製のエンジンを搭載していた他3社に影響は出なかった）。

### Peach Aviation
ANAホールディングス傘下で国内最大規模の格安航空会社（LCC）であるPeach Aviationも本シリーズを発注しており、2020年からA320neoとA321neo (LR)の2機種が導入されている。
2020年9月29日にA320neoの初号機「JA201P」が関西国際空港へ到着。A320neoは経年のエアバスA320ceoの後継機として導入が進められている。
翌2021年12月20日には、日本初受領となるA321LRの2号機「JA902P」が関西国際空港へ到着、同年12月28日に就航した。長胴型のA321LRは従来のA320型機では就航が難しかった長距離国際路線のために2021年以降に3機が導入され、大阪/関西 - バンコク/スワンナプーム線などに投入されている。
両機種ともに国内・国際兼用、エコノミークラスのみであり、座席仕様はA320neoが188席仕様、A321LRが218席仕様。A320neoでは全機でプレリクライニングシート（リクライニング固定）が採用されている。

### ジェットスター・ジャパン
JALグループ傘下の格安航空会社（LCC）であるジェットスター・ジャパンはA321neo (LR)のみを導入している。なお、ジェットスター・ジャパンの公式サイトではA321LR用の特設サイトが設けられている。
2019年1月に本機種を導入することを発表。新型コロナウイルス感染症の影響で受領延期を挟んだものの、2022年6月3日に初号機「JA26LR」を受領、同月13日に成田国際空港へ初号機が到着。同年7月に東京/成田 - 福岡線に就航した。
内際兼用機材であり、全席エコノミークラスの238席仕様となる。

### スターフライヤー
2023年、リージョナルキャリアのスターフライヤーも既存のエアバスA320ceoのリースバックに伴い本機種のリース導入を決めた。なお、スターフライヤーにおいてもA320neoの特設サイトが設けられている。
2023年6月13日に初号機「JA28MC」を受領し、同年7月4日に東京/羽田 - 北九州線に就航した。
内際兼用機材であり、全席エコノミークラスの162席仕様。既存のA320ceoにあった機内モニターを廃止し、代わりに無料のWi-Fiを設置するなど大幅な内装変更が施されている。

### 日本航空（JAL）
2024年3月21日、日本航空が国内線仕様のボーイング767-300ERの後継機としてA321neoを11機導入すると発表した（この発注の際にエアバスA350型機の追加導入も発表している）。2028年度から国内線に導入予定としている。
エアバス社は2013年にJALからエアバスA350の発注を勝ち取り、ワイドボディ機市場でJALのアメリカ製旅客機一強を崩したが、A321neoの発注獲得で単通路機市場においてもJALの米製旅客機の牙城が破られることとなった。

## 日本国外における運用

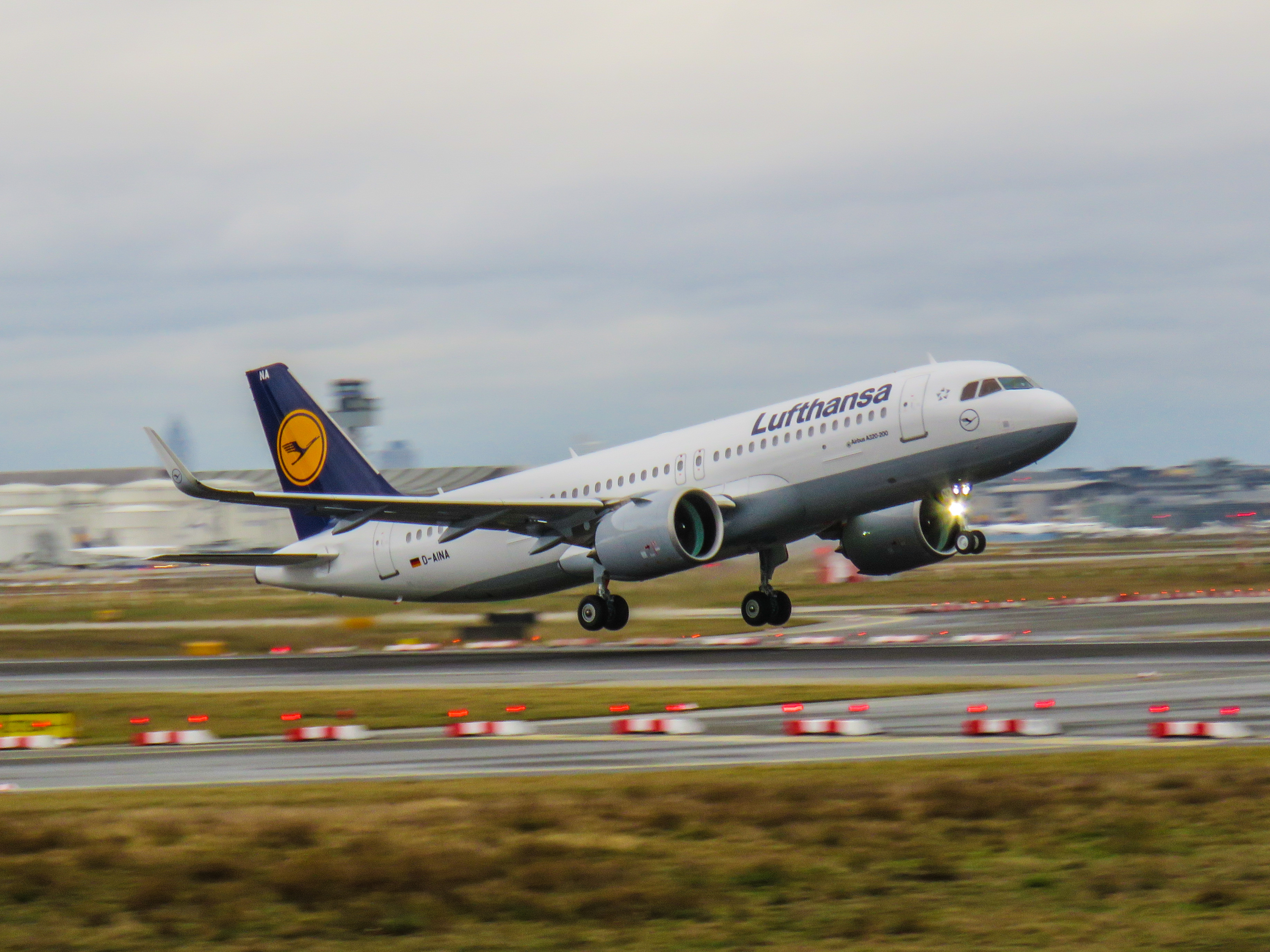
ルフトハンザドイツ航空のA320neo

2011年1月、インド最大の格安航空会社（LCC）IndiGoより150機、2011年のパリ航空ショーで、エアアジアグループから航空機生産業として史上最大規模の大型取引合意である合計200機の発注を受けた。これによってA320neoプロジェクトは損益分岐点への到達に大きく近づき、計画全体が軌道に乗ったことでA320neo新造計画が本格的に始動した。2011年には、それまでほとんどボーイング（吸収合併されたマクドネル・ダグラスを含む）一辺倒だったアメリカの大手航空会社アメリカン航空から計130機（その他に従来型エンジンのA320やブラジル製リージョナルジェットE-Jetシリーズも多数発注）のA320neo型機の発注を受けている。
2016年1月22日、A320neoの初号機(MSN6801)は当初予定されていたカタール航空が、PW1100G-JMエンジンの内部冷却によって始動に時間を要する件を理由に受領拒否したため、ルフトハンザドイツ航空が代わりに受領し欧州域内線などに投入した。また2016年3月にはIndiGoが、欧州以外のアジア地域に本拠地を置く航空会社として初のA320neoを受領した。今後は順次確定発注など契約の順番に従い、世界各地の航空会社にA320neoシリーズがデリバリーされることとなる。
就航当初は、2基のPW1100G-JMエンジンを始動するのに7分も掛かり、ルフトハンザのハブ空港であるフランクフルトでは運航上の混乱を招いた。このため出発時にはタキシイウエイ上ではなくゲートでエンジン始動完了を待つ必要があった。その後、PW1100G-JMエンジン搭載機の始動時間問題は対策がとられ、2016年前半にP&Wが始動に関係するソフトを改善させ20秒短縮、その後部品を改良して始動時間を5分40秒にまで縮めた。それから両エンジン停止時に同時に冷却する ”dual-cooling procedure”と呼ぶ方法を導入して始動時に掛かる時間を2分10秒まで短縮し、ルフトハンザが受領した5号機(D-AINE)には、コクピットの頭上パネル（overhead panel）に”dual- cooling switch”が取付けられている。パイロットは必要と判断した場合にはこのスイッチで ”dual-cooling” ができようになる。既に受領したエアライン各社はこの改修キットを受取り、次回整備等で改修ができるようになり、PW1100G-JMエンジン搭載の新造機では標準装備となった。
2018年2月、エアバス社はプラット・アンド・ホイットニー（P&W）社のエンジンを搭載して納入したA320neoのおよそ3分の1に欠陥が見つかり、最大級の顧客であるIndiGoへの納入を一時停止していることを明らかにした。この問題に起因し、EASAは2月9日に2018-0041-E緊急耐空性改善通報を出していてこの通報で飛行中のエンジン停止（IFSD:in-flight shut-down）と離陸中止（RTO:Rejected Take-Off）の事案が報告されていて、洋上ETOPS運航の中止を指示し、エアバスは予防的にこの問題に対処するためPW1100G-JMエンジンを搭載したA320neoシリーズの引渡を延期している。
|      | 受注  | 納入  | 残    |
| 合計 | 4,108 | 1,974 | 2,134 |

|        |        | 2018 | 2019 | 2020 | 2021 | 2022 | 2023 | 2024 | 合計  |
| 受注数 | 受注数 | 149  | -295 | -305 | -84  | 330  | 402  | 10   | 4,108 |
| 引渡数 | 引渡数 | 284  | 381  | 253  | 258  | 246  | 247  | 76   | 1,974 |

|        |        | 2010 | 2011  | 2012 | 2013 | 2014 | 2015 | 2016 | 2017 |
| 受注数 | 受注数 | 30   | 1,081 | 378  | 387  | 824  | 540  | 269  | 416  |
| 引渡数 | 引渡数 | –    | –     | –    | –    | –    | –    | 68   | 161  |

## 事故・事件
2023年1月現在、エアバスA320neoファミリーにおいて発生した事故、事件は2件である。
2022年11月18日、LATAM チリが運航するA320-271Nがホルヘ・チャベス国際空港で離陸滑走中に消防車と衝突し炎上。消防車に乗車していた3人が死亡、搭乗していた乗客40人が負傷した。機体は全損扱いとなった。